# Граф де Кастельяр

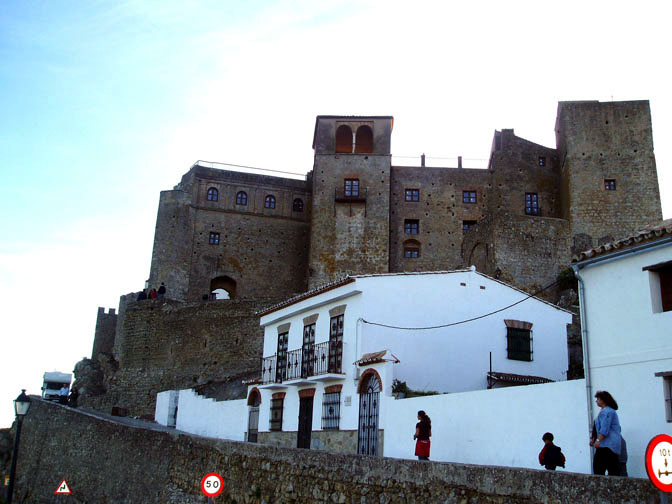
Паласио графов де Кастельяр.

Герб муниципалитета Кастельяр-де-ла-Фронтера,, провинция Кадис, автономное сообщество Андалусия

Граф де Кастельяр — испанский дворянский титул. Он был создан 10 ноября 1539 года королем Испании Карлосом I для Хуана Ариаса де Сааведры (? — 1544).
Название титула происходит от названия муниципалитета  Кастельяр-де-ла-Фронтера, провинция Кадис, автономное сообщество Андалусия.
В 1540 году Хуан Ариас де Сааведра, 1-й граф де Кастельяр, и его жена, Мария Перес де Гусман и Мануэль, внучка 1-го герцога де Медина-Сидония, основали майорат для своего старшего сына Хуана де Сааведры, 1-го сеньора де Москосо, расположенный, в основном, в Эль-Альхарафе (Лорето, Умбрете, Эспартинас и др.) и в Эль-Висо-дель-Алькоре, а графский титул оставили за его братом Фернандо.
В настоящее время (с 2018 года) носителем титула является Виктория Елизавета фон Гогенлоэ-Лангенбург и Шмидт-Полекс (род. 1997), 20-я герцогиня де Мединасели и 17-я графиня де Кастельяр.

## Сеньоры де Кастельяр
- Хуан Ариас де Сааведра, 1-й сеньор де Кастельяр
- Фернан Ариас де Сааведра, 2-й сеньор де Кастельяр.

## Графы де Кастельяр
- 1539—1544: Хуан Ариас де Сааведра (? — 1544), 1-й граф де Кастельяр, сын Фернана Ариаса де Сааведры, 3-го сеньора де Эль-Висо и 2-го сеньора дель Кастельяр, и Констанции Понсе де Леон.
- 1544—1554: Фернандо Ариас де Сааведра и Перес де Гусман (? — 1554), 2-й граф дель Кастельяр, сын предыдущего и Марии де Гусман
- 1554—1580: Хуан Ариас де Сааведра (? — 1580), 3-й граф де Кастельяр, сын предыдущего и Терезы де Арельяно и Суньиги
- 1580—1595: Фернандо Ариас де Сааведра (1553—1595), 4-й граф де Кастельяр, сын предыдущего и Анны де Суньиги и Авельянеды
- 1595—1622: Гаспар Хуан Ариас де Сааведра (1593—1622), 5-й граф де Кастельяр, сын предыдущего и Беатрис Рамирес де Мендосы (1554—1626)
- 1622—1651: Фернандо Ариас де Сааведра (1611—1651), 6-й граф де Кастельяр, старший сын предыдущего и Франсиски де Ульоа Сармьенто, 3-й графини де Вильялонсо
- 1651 — ?: Тереза Мария де Сааведра (1639 — ?), 7-я графиня де Кастельяр, старшая дочь предыдущего и Каталины де Асеведо Энрикес Осорио (? — 1686), супруга Бальтасара де ла Куэва и Энрикеса де Кабреры (1627—1686), вице-короля Перу.
- ? — 1721: Фернандо де ла Куэва и Сааведра (ок. 1679—1721), 8-й граф де Кастельяр, сын Бальтасара де ла Куэвы Энрикеса де Кабреры (1627—1686), и Марии Антонии Руис де Кастро Португаль и Сентурион (? — 1733).
- 1721—1735: Анна Каталина де ла Куэва и Ариас де Сааведра (1684—1752), 9-я графиня де Кастельяр, младшая сестра предыдущего
- 1735—1782: Антонио де Бенавидес и де ла Куэва (1714—1782), 2-й герцог де Сантистебан-дель-Пуэрто, 10-й граф де Кастельяр, сын предыдущей и Мануэля де Бенавидеса и Арагона, 1-го герцога де Сантистебан-дель-Пуэрто (1683—1748).
- 1782—1805: Хоакина Мария де Бенавидес и Пачеко (1746—1805), 3-я герцогиня де Сантистебан-дель-Пуэрто, 11-я графиня де Кастельяр, дочь предыдущего и Марии де ла Портерии Пачеко Тельес-Хирон (1731—1754).
- 1805—1840: Луис Хоакин Фернандес де Кордова и Бенавидес (1780—1840), 12-й граф де Кастельяр, 14-й герцог де Мединасели, старший сын предыдущей и Луиса Марии Фернандесе де Кордовы и Гонзаги, 13-го герцога де Мединасели (1749—1806)
- 1840—1873: Луис Томас де Вильянуэва Фернандес де Кордова и Понсе де Леон (1813—1873), 13-й граф де Кастельяр, 15-й герцог де Мединасели, старший сын предыдущего и Марии де ла Консепсьон Понсе де Леон и Карвахаль (1783—1856)
- 1873—1879: Луис Фернандес де Кордова и Перес де Баррадас (1851-1879), 16-й герцог де Мединасели, 14-й граф де Кастельяр, старший сын предыдущего и Анхелы Аполонии Перес де Баррадас и Бернуй, 1-й герцогини де Дения и Тарифа (1827—1903)
- 1880—1956: Луис Хесус Фернандес де Кордова и Салаберт (1880—1956), 17-й герцог де Мединасели, 15-й граф де Кастельяр, единственный сын предыдущего и Касильды Ремигии де Салаберт и Артеагой, 9-й маркизы де ла Торресилья (1858—1936).
- 1956—2013: Виктория Евгения Фернандес де Кордова и Фернандес де Энестроа (1917—2013), 18-я герцогиня де Мединасели, 16-я графиня де Кастельяр, старшая дочь предыдущего от первого брак с Анной Марией Фернандес де Энестроса и Гайосо де лос Кобос (1879—1938)
- 2018 — настоящее время: Виктория Елизавета де Гогенлоэ-Лангенбург (род. 1997), 20-я герцогиня де Мединасели, 17-я графиня де Кастельяр, единственная дочь принца Марко Гогенлоэ-Лангенбурга (1962—2016), и Сандры Шмидт-Полекс (род. 1968), внучка принца Макса фон Гогенлоэ-Лангенбурга (1931—1994), и Анны Луизы де Медина и Фернандес де Кордовы, 13-й маркизы де Наваэрмоса и 9-й графини де Офалия (1940—2012), единственной дочери Виктории Евгении Фернандес де Кордовы, 18-й герцогини де Мединасели (1917—2013)